# الدورة الأولمبية الدولية 121

شعار الألعاب الأولمبية.

عقدت اللجنة الأولمبية الدولية الدورة الأولمبية الدولية 121 في الفترة من 1 أكتوبر 2009 إلى 9 أكتوبر 2009 في كوبنهاغن، الدنمارك، حيث تم اختيار ريو دي جانيرو لتكون المدينة المضيفة لدورة الألعاب الأولمبية الصيفية 2016.